# 金龍春
金龍春（578年—7世纪），又名金龍树，新罗宗室。

## 生平
金龍春是新罗真智王的儿子，官居伊飡，母亲是知道夫人。其父在579年被废，他的元配妻子就是继任的国王真平王（真智王之侄）的女儿天明公主（文貞太后）。他的儿子金春秋后来成为太宗武烈王，追尊父亲金龍春為文兴王。
野史《花郎世记》称金龙树与金龙春均為真智王之子，封殿君。真智王去世后，两人被堂兄真平王抚养，后来金龙树娶真平王之女天明公主为妻，誕下金春秋。金龙树临死将妻儿託付给弟弟金龙春。金龙春娶寡嫂天明公主，又為善德女王即位後的正夫金龙春是花郎第13代风月主（596年 - 603年）。

## 家族
- 曾祖父：金立宗
- 祖父：真興王
- 祖母：思道夫人
  - 父亲：真智王
  - 母亲：知道夫人
    - 夫人：天明公主，真平王女儿
      - 儿子：武烈王金春秋

    - 夫人：昊明宮主
      - 女儿：5名

    - 夫人：天花公主，真平王女儿
      - 儿子：夭折

    - 夫人：德曼公主，真平王女儿
    - 夫人：大氏，大男甫的女儿
      - 儿子：金龍山
      - 儿子：金龍石
      - 女儿：金龍泰

    - 夫人：梅生娘主，10代风月主美生的女儿
      - 儿子：龍貴

    - 夫人：紅珠娘主，10代风月主秘宝郞的女儿
      - 儿子：金龍珠
      - 儿子：金龍凌
      - 女儿：金龍寶
- 外祖父：起烏公，善兮夫人的儿子
- 外祖母：興道夫人，玉珍宮主的女儿

## 相关影视
- 《三国记》（KBS，1992年-1993年，李正雄）
- 《渊盖苏文》（SBS，2006年-2007年，金炯逸）
- 《善德女王》（MBC，2009年，印喬鎮-金龙春，朴正哲-金龙树）
- 《大王之梦》（KBS，2012年-2013年，郑东焕）